# Jan Niemiec (duchowny)
Jan Niemiec (ur. 14 marca 1958 w Rzeszowie, zm. 27 października 2020 w Łańcucie) – polski duchowny rzymskokatolicki, doktor historii, rektor Wyższego Seminarium Duchownego w Gródku Podolskim w latach 2001–2007, biskup pomocniczy kamieniecki w latach 2006–2020.

## Życiorys
Urodził się 14 marca 1958 w Rzeszowie w rodzinie Jana i Marii z domu Opatowskiej, brat bliźniak Małgorzaty. Dorastał w Kozłówku koło Strzyżowa. W latach 1977–1981 studiował pedagogikę (nauczanie początkowe) w Wyższej Szkole Pedagogicznej w Rzeszowie, uzyskując magisterium. W 1980 był jednym z założycieli Niezależnego Zrzeszenia Studentów na tej uczelni. W maju 1981, po zamachu na papieża Jana Pawła II, organizował w Rzeszowie biały marsz przeciwko przemocy. W latach 1981–1982 pracował jako nauczyciel w szkole podstawowej w Kozłówku. W miejscu pracy założył komisję zakładową NSZZ „Solidarność” i jej przewodniczył. Po wprowadzeniu stanu wojennego napisał dwa listy protestacyjne. Jego mieszkanie było dwukrotnie przeszukiwane w celu znalezienia egzemplarzy tych listów. W 1982 za rozwieszanie plakatów solidarnościowych został zatrzymany na 48 godzin. W latach 1982–1983 był rozpracowywany przez organy bezpieczeństwa państwa (KE krypt. Klon). Od 1987 kolportował prasę i wydawnictwa podziemne.
W 1982 rozpoczął studia od drugiego roku w Wyższym Seminarium Duchownym w Przemyślu. Święcenia diakonatu otrzymał 20 grudnia 1986. Na prezbitera został wyświęcony 24 czerwca 1987 przez biskupa diecezjalnego przemyskiego Ignacego Tokarczuka. W 1991 ukończył studia w zakresie historii Kościoła na Katolickim Uniwersytecie Lubelskim. W 1998 w Instytucie Historii Nauki Polskiej Akademii Nauk na podstawie dysertacji Zakład Naukowo-Wychowawczy Ojców Jezuitów w Chyrowie 1886–1939 uzyskał doktorat z historii.
W latach 1987–1989 pracował jako wikariusz w parafii Matki Bożej Królowej Polski w Stalowej Woli, której proboszczem był Edward Frankowski. Prowadził duszpasterstwa nauczycieli, ludzi pracy i neokatechumenatu, a także był opiekunem Studium Społecznego (później filii KUL). W sierpniu 1988, podczas strajku w Hucie Stalowa Wola, odprawiał msze święte dla protestujących robotników. W latach 1991–1992 pełnił funkcję administratora parafii Niepokalanego Serca Najświętszej Maryi Panny w Morawsku.
W 1992 wyjechał na Ukrainę, do diecezji kamienieckiej. Do 2003 pracował jako duszpasterz w parafii w Żyszczyńcach, którą zorganizował. Ponadto był prefektem i wykładowcą, a w latach 2001–2007 rektorem Wyższego Seminarium Duchownego w Gródku Podolskim. Zorganizował i był dyrektorem biblioteki seminaryjnej. W latach 1999–2001 prowadził wykłady w Wyższym Seminarium Duchownym Archidiecezji Lwowskiej. Utworzył rocznik naukowy „Studia Catholica Podoliae”, którego redaktorem naczelnym był w latach 2001–2006.
21 października 2006 papież Benedykt XVI mianował go biskupem pomocniczym diecezji kamienieckiej ze stolicą tytularną Decoriana. Święcenia biskupie otrzymał 8 grudnia 2006 w katedrze Świętych Apostołów Piotra i Pawła w Kamieńcu Podolskim. Konsekrował go kardynał Marian Jaworski, arcybiskup metropolita lwowski, któremu asystowali arcybiskup Ivan Jurkovič, nuncjusz apostolski na Ukrainie, i Leon Dubrawski, biskup diecezjalny kamieniecki. Jako zawołanie biskupie przyjął słowa „Ecce Agnus Dei” (Oto Baranek Boży).
W 2008 został przewodniczącym Komisji ds. Rodziny Konferencji Episkopatu Rzymskokatolickiego Ukrainy. W 2013 asystował w sakrze biskupa pomocniczego kamienieckiego Radosława Zmitrowicza.
W 2011 przekazał swój rodzinny dom w Kozłówku Fundacji Troska na Rzecz Wszechstronnego Rozwoju Dzieci i Młodzieży.
Zmarł 27 października 2020 w szpitalu w Łańcucie, gdzie był hospitalizowany w związku z zakażeniem koronawirusem SARS-CoV-2 i ciężkim przebiegiem choroby. 9 listopada 2020 został pochowany w katedrze w Kamieńcu Podolskim.

## Odznaczenia i wyróżnienia
W 2009 prezydent RP Lech Kaczyński nadał mu Krzyż Oficerski Orderu Odrodzenia Polski. Natomiast prezydent RP Andrzej Duda w 2018 odznaczył go Krzyżem Wolności i Solidarności, w 2019 Medalem Stulecia Odzyskanej Niepodległości, a w 2020 pośmiertnie Krzyżem Komandorskim Orderu Odrodzenia Polski.
W 2006 nadano mu tytuł honorowego obywatela gminy i miasta Strzyżowa.
Otrzymał ponadto medal Zasłużony dla „Solidarności” (2008) i nagrodę „Świadek Historii”, przyznaną przez oddział Instytutu Pamięci Narodowej w Rzeszowie (2015).